# 宗二
武仙座111，又名BD+18 3823，HD 173880、SAO 104093、HR 7069，是武仙座的一颗恒星，视星等为4.36，位于銀經48.76，銀緯9.12，其B1900.0坐标为赤經18h 42m 36.2s，赤緯+18° 9.12′ 12″。